# Michele Braga
Michele Braga (Roma, 11 aprile 1977) è un compositore italiano.

## Biografia
Nato a Roma nel 1977, musicista autodidatta si perfeziona con il Maestro Alessandro Cusatelli con il quale studia composizione e orchestrazione.
Nel 2000 fonda il progetto “Kitchentools” e pubblica Harmonoize un doppio album di genere elettropop.
Dal 2004 al 2006 è in tournée con Piero Pelù con cui collabora per gli album Soggetti smarriti, In faccia, Presente e il singolo Tribù.
Gran parte del lavoro musicale di Michele Braga è dedicato al cinema. Nel 2008 collabora con il regista Gabriele Mainetti firmando le musiche del cortometraggio Basette,  nel 2015 compone ancora insieme al regista Mainetti le musiche per la colonna sonora del film supereroistico italiano Lo chiamavano Jeeg Robot con protagonisti Claudio Santamaria, Luca Marinelli e Ilenia Pastorelli, distribuito da Lucky Red.
Dal 2015 collabora con la Nazionale Italiana di nuoto sincronizzato per la quale compone il brano The Seasons on Heart per i Campionati Mondiali di Kazan in Russia, e Interstellar Synchro per le qualifiche Olimpiche di Rio de Janeiro 2016. Per i campionati mondiali di nuoto 2017 di Budapest compone A scream from Lampedusa con il quale Manila Flamini e Giorgio Minisini ottengono la prima storica medaglia d’oro  per il synchro italiano.

## Filmografia

### Compositore

#### Lungometraggi
- Come tu mi vuoi, regia di Volfango De Biasi (2007)
- Iago, regia di Volfango De Biasi (2009)
- Tutto l'amore del mondo, regia di Riccardo Grandi (2010)
- Good As You - Tutti i colori dell'amore, regia di Mariano Lamberti (2012)
- Più buio di mezzanotte, regia di Sebastiano Riso (2014)
- Un Natale stupefacente, regia di Volfango De Biasi (2014)
- Lo chiamavano Jeeg Robot, regia di Gabriele Mainetti (2015)
- Matrimonio al Sud, regia di Paolo Costella (2015)
- Un Natale al Sud, regia di Federico Marsicano (2016)
- Super vacanze di Natale, regia di Paolo Ruffini (2017)
- Smetto quando voglio - Ad honorem, regia di Sydney Sibilia (2017)
- Addio fottuti musi verdi, regia di Francesco Capaldo (2017)
- Una famiglia, regia di Sebastiano Riso (2017)
- Questione di karma, regia di Edoardo Falcone (2017)
- Smetto quando voglio - Masterclass, regia di Sydney Sibilia (2017)
- Benedetta follia, regia di Carlo Verdone (2018)
- Arrivano i prof, regia di Ivan Silvestrini (2018)
- Dogman, regia di Matteo Garrone (2018)
- Nessuno come noi, regia di Volfango De Biasi (2018)
- In viaggio con Adele, regia di Alessandro Capitani (2018)
- L'agenzia dei bugiardi, regia di Volfango De Biasi (2019)
- Genitori quasi perfetti, regia di Laura Chiossone (2019)
- Nevia, regia di Nunzia Garrone (2019)
- The App, regia di Elisa Fuksas (2019)
- Il cattivo poeta, regia di Gianluca Jodice (2020)
- Shadows, regia di Carlo Lavagna (2020)
- L'incredibile storia dell'Isola delle Rose, regia di Sydney Sibilia (2020)
- Si vive una volta sola, regia di Carlo Verdone (2021)
- Freaks Out, regia di Gabriele Mainetti (2021)
- Io sono Babbo Natale, regia di Edoardo Falcone (2021)
- La svolta, regia di Riccardo Antonaroli (2021)
- Una famiglia mostruosa, regia di Volfango De Biasi (2021)
- I nostri fantasmi, regia di Alessandro Capitani (2021)
- La Befana vien di notte II - Le origini, regia di Paola Randi (2021)
- L'ombra del giorno, regia di Giuseppe Piccioni (2022)
- La cena perfetta, regia di Davide Minnella (2022)
- La stranezza, regia di Roberto Andò (2022)
- Settembre, regia di Giulia Steigerwalt (2022)
- Il principe di Roma, regia di Edoardo Falcone (2022)
- Mixed by Erry, regia di Sydney Sibilia (2023)
- Scordato, regia di Rocco Papaleo (2023)
- Denti da squalo, regia di Davide Gentile (2023)
- Cattiva coscienza, regia di Davide Minnella (2023)
- Elf Me, regia di YouNuts! (2023)
- Pensati sexy, regia di Michela Andreozzi (2024)
- Diva Futura, regia di Giulia Louise Steigerwalt (2024)
- L'isola degli idealisti, regia di Elisabetta Sgarbi (2024)
- Una terapia di gruppo, regia di Paolo Costella (2024)
- L'abbaglio, regia di Roberto Andò (2025)
- La casa degli sguardi, regia di Luca Zingaretti (2025)

#### Documentari
- Solo amore, regia di Volfango De Biasi (2009)
- La valle del diavolo, regia di Sebastiano d'Ayala Valva (2012)
- Ritratto di sceneggiatore in un interno, regia di Rocco Talucci (2013)
- Crazy for Football, regia di Volfango De Biasi (2016)
- Sembravano applausi, regia di Maria Tilli (2018)

#### Cortometraggi
- Basette, regia di Gabriele Mainetti (2008)
- Come si deve, regia di Davide Minnella (2009)
- The Millionairs, regia di Claudio Santamaria (2017)
- Io sì tu no, regia di Sydney Sibilia (2017)
- La confessione, regia di Nicola Sorcinelli (2024)

#### Televisione
- Il commissario Rex - serie TV (2008)
- L'Aquila - Grandi speranze - serie TV (2019)
- Lontano da te - serie TV (2019)
- Crazy for Football - Matti per il calcio - film TV (2021)
- Guida astrologica per cuori infranti - serie TV (2021-2022)
- Solo per passione - Letizia Battaglia fotografa - serie TV (2022)
- Odio il Natale - serie TV (2022)
- Fosca Innocenti - serie TV (2023)
- Pesci piccoli - serie TV (2023)
- Un'estate fa - serie TV (2023)
- Briganti - serie TV (2024)
- Le onde del passato – serie TV (2025)
- Pesci piccoli 2 – serie TV (2025)
- Doppio gioco – serie TV (2025)

## Riconoscimenti
Nel 2009 riceve il premio all'International Film Festival di Cipro per la migliore colonna sonora per il film Iago diretto da Volfango De Biasi.
Nel 2014 ottiene la nomination al Nastro d'argento per la colonna sonora di Più buio di mezzanotte di Sebastiano Riso, ispirato alla vita di Davide Cordova in arte Fuxia, una nota drag queen del Muccassassina, la storica serata gay della capitale.
Nel 2016 Michele Braga e Gabriele Mainetti ottengono la nomination ai David di Donatello nella categoria miglior musicista, che ottiene complessivamente 16 candidature al premio, e la nomination al Nastro d'argento per la miglior colonna sonora del film Lo chiamavano Jeeg Robot. Per la medesima pellicola riceve nello stesso anno il Ciak d'oro per la miglior colonna sonora.
Nel 2018 ottiene la nomination al Nastro d'argento per la miglior colonna sonora con il film Benedetta follia.
Nel 2019 Michele Braga ottiene la nomination ai David di Donatello nella categoria miglior musicista per la colonna sonora del film Dogman. Per la medesima pellicola riceve nello stesso anno il Ciak d'oro per la miglior colonna sonora.
Nel 2020 riceve il Golden Spike Award al Social World Film Festival per la miglior colonna sonora con il film Nevia.

## Curiosità
Nel 2010 i Coldplay pubblicano sul loro sito il brano Anywhere We Want To, cantato da David Loris, che Michele Braga ha composto per il film commedia Tutto l'amore del mondo di Riccardo Grandi.
Nel 2015 Michele Braga produce e scrive insieme a Gabriele Mainetti un nuovo arrangiamento della sigla del cartone animato Jeeg robot d'acciaio, cantata in questa versione dall'attore Claudio Santamaria.